# Condado de Mathews
El condado de Mathews (en inglés, Mathews County), fundado en 1791, es uno de los 95 condados del estado de Virginia, Estados Unidos. Según el censo de 2020, tiene una población de 8533 habitantes.
La sede del condado es Mathews.

## Geografía
Según la Oficina del Censo, el condado tiene un área total de 653 km², de la cual 223 km² es tierra y 430 km² es agua.

### Condados adyacentes
- Condado de Middlesex (norte)
- Condado de Gloucester (sur y oeste)
- Condado de York (sur)

## Demografía
Según la Oficina del Censo en 2000, los ingresos medios por hogar en el condado eran de $43,222 y los ingresos medios por familia eran de $50,653. Los hombres tenían unos ingresos medios de $36,294 frente a los $23,434 para las mujeres. La renta per cápita para el condado era de $23,610. Alrededor del 6.00% de la población estaban por debajo del umbral de pobreza.
De acuerdo con la estimación 2015-2019 de la Oficina del Censo, los ingresos medios por hogar en el condado son de $64,237 y los ingresos medios por familia son de $67,152. Los ingresos per cápita en el condado en los últimos 12 meses, medidos en dólares de 2019, son de $35,731.  Alrededor del 11.4% de la población está por debajo del umbral de pobreza.

## Localidades
- Hudgins
- Mathews